# Marta Guardiola Garcia
Marta Guardiola Garcia (Besalú, la Garrotxa, 1984) és una enginyera i doctora en Telecomunicacions.
Llicenciada en enginyeria de telecomunicacions per la Universitat Politècnica de Catalunya (UPC) el 2008, es doctorà en Teoria de senyals i Comunicacions el 2013. Del 2006 al 2013, va ser assistent de recerca del Grup de Recerca AntennaLab de la UPC. Des del 2014 és professora visitant i investigadora del BCN MedTech Group a la Universitat Pompeu Fabra (UPF). Ha estat autora o coautora de més de 24 articles de revistes i conferències i té una patent. Els seus interessos de recerca actuals inclouen imatges de microones, espectroscòpia dielèctrica, modelatge computacional i antenes per a imatges de microones. És coinventora d'una tecnologia basada en microones per a la detecció del càncer colorectal i fundadora de la spin-off MiWEndo Solutions, on dirigeix un equip d'enginyers que ha miniaturitzat un sistema d'antenes per ser acoblat als colonoscopis. Amb aquest nou dispositiu, els metges endoscopistes tenen millors instruments per a la correcta detecció precoç del càncer colorectal. Aquest invent l'ha portat a ser premiada amb el Premi Dona TIC 2020 d'Emprenedoria. Guardiola s'ha implicat en el foment de les vocacions STEM entre els joves i, en particular, les nenes, amb l'organització de tallers i xerrades.

## Reconeixements
- Primer Premi IEEE International Symposium on Antennas and Propagation Antenna Design Contest (2010)
- Premi IEEE International Conference on Electromagnetic Field-Field Characterization and Imaging Paper (2011)
- Premi de transferència de coneixement del Consell Social de la UPF (2016)
- Premi DonaTIC d'Emprenedoria (2020)